# May Sandart
May Sandart född 12 december 1918, död 23 oktober 2012 i Stockholm, svensk dansare och skådespelare. Hon var sedan 1956 gift med skådespelaren och dansaren Börge Krüger och mor till skådespelaren Linda Krüger. En minnestext över Sandart publicerades i Dagens Nyheter 19 november 2012.

## Filmografi
- 1945 - Jagad
- 1945 - Blåjackor
- 1940 - Kyss henne!

## Teater

### Roller (urval)
| År   | Roll     | Produktion                                | Regi             | Teater        |
| ---- | -------- | ----------------------------------------- | ---------------- | ------------- |
| 1944 | Ensemble | Serenad Staffan Tjerneld och Lajos Lajtai | Leif Amble-Naess | Oscarsteatern |